# Adolfo Lima
Adolfo Lima (Lisboa, 28 de Maio de 1874 — Lisboa, 27 de Novembro de 1943) foi um advogado, pedagogista e escritor ligado aos movimentos libertários e de renovação pedagógica que tiveram acção em Portugal durante a Primeira República Portuguesa.

## Biografia
Bacharel em Direito pela Universidade de Coimbra, foi professor de Metodologia na Escola Normal Primária de Lisboa, onde produziu uma notável obra no domínio da pedagogia. Foi ainda chefe dos serviços escolares da sociedade A Voz do Operário, colaborador da Universidade Popular Portuguesa e dirigente da Sociedade de Estudos Pedagógicos e da Liga de Acção Educativa. Deixou uma importante obra publicada no campo da pedagogia, a «Pedagogia sociológica (193..)». Colaborou nas publicações periódicas Atlantida (1915-1920) e  Renovação (1925-1926) .